# Herman Berens den äldre
Johann Hermann Berens, född den 7 april 1826 i Hamburg, död den 9 maj 1880, var en svensk musiker och tonsättare, far till Herman Berens den yngre.
Berens var son till Carl Berens, musikdirektör i Hamburg. Han fick sin musikaliska uppfostran hos den berömde kapellmästaren Carl Gottlieb Reissiger i Dresden, och begav sig 1847 till Sverige, där han först uppträdde i Stockholm vid de offentliga kvartettsoaréerna i Trädgårdsföreningens paviljong. 
Efter att åren 1848-1860 ha varit musikdirektör vid Livregementets husarkår i Örebro, återflyttade han det sistnämnda året till huvudstaden, för att tillträda kapellmästarplatsen vid Mindre teatern. Han blev 1861 tillförordnad och 1868 ordinarie lärare i komposition och instrumentering vid Musikaliska akademien. 1864 kallades han till ledamot (som nr. 382) av akademin. 
Uppburen som pianolärare hade han någon tid ledningen av drottning Lovisa och hennes dotters musikstudier. Som tonsättare har han offentliggjort operorna Violetta (1855), En sommarnattsdröm (1856), Lully & Quinault (1859), En utflygt i det gröna (1862) Riccardo (1869) med flera, samtliga uppförda med uppskattning på Stockholms teatrar. Berens komponerade även en rad pianokompositioner och sångverk.

## Verklista

### Operor
- Violetta, romantisk opera i tre akter (Carl Blink), 1855.
- Lully och Quinault, komisk opera i två akter (översatt av Louise Granberg), 1859.
- Riccardo, komisk opera i tre akter (Frans Hedberg), 1869.

#### Skådespelsmusik
- En sommarnattsdröm, operett i 2 akter, bearbetning Stjernström (Rosier och de Leuven), 1855.
- Man kan hvad man vill, vaudeville i två akter (Louise Granberg), 1860.
- Johan Fredman, en Bellmaniad i fem akter (Louise Stjernström), 1861.
- Berthas piano. Komedi-vaudeville (L A Malmgren), 1861.
- Den ene för den andre, lustspel med sång i tre akter (Louise Stjernström), 1861.
- Efter balen, komedi-vaudeville i en akt (Louise Stjernström), 1862.
- En utflygt i det gröna, komedi med sång i 2 akter (C. G. Oxenstierna), 1862.
- Korp-Kristi. Ett Dalaäventyr i en akt med dans (Franz Hedberg), 1863.
- I väl och ve Guds vilja ske! Folkskådespel i fem akter med körer och kupletter (Louise Granberg), 18−23 januari 1863.
- Fregattkaptenen eller Salamandern. Lustspel med sång i fyra akter (Frans Hedberg), 1863.
- Ur lotsarnes lif. Dramatisk dikt i en akt med sång (A. G. Dalin), 1863.

### Orkesterverk
- Ouvertyr i f-moll för stor orkester, 1848.
- En sjöfarares nöjen och försakelser, symfonisk dikt.
- Fantasi över svenska nationalmelodier för piano och orkester, 1856.

### Kammarmusik
- Första stora sonaten för piano och violin. Op. 5. Publicerad i Hamburg.
- Im häuslichen Kreise. Melodiska skisser för piano och violin. Nr 1−8 op. 94. Publicerad i Kiel.
- Melodier för violin eller cello med piano. Publicerad i Stockholm, 1855.
  - 1. Ballade i D-dur: Allegro appassionato.
  - 2. Romance i A-dur: Allegro non troppo.
- Satser för violin och piano. 
  - 1. Tempo di valse i F-dur
  - 2. Allegro non troppo i A-dur
  - 3. Vivace i G-dur.
- Duettinen. Häfte 1−2. 
  - 1. Fem salongsmelodier för violin och piano.
  - 2. Ballade och Romans. Två salongsstycken för violin eller cello med piano.
- Gruss an die Nacht. Serenad för violin och piano med beledsagning av cello eller harmonium ad libitum. Op. 86.

#### Trio
- Trio för piano, violin och cello i E-dur. Op. 6
  - 1. Allegro non troppo
  - 2. Andantino,
  - 3. Scherzo: Allegro meno mosso
  - 4. Finale. Allegro - Più presto
- Andra stora trion för piano, violin och cello. Op. 20.
- Tre trios för violin, cello och piano. Op. 95. 1876.
  - 1. Pianotrio i F-dur.
    - 1. Allegro vivace - Più presto
    - 2. Andante sostenuto
    - 3. Vivace e giocoso

  - 2. Pianotrio i g-moll.
    - 1. Allegro
    - 2. Andante con moto - Con brio
    - 3. Allegro con fuoco

  - 3. Pianotrio i D-dur. 
    - 1. Allegro vivace - Più presto
    - 2. Andante sostenuto
    - 3. Vivace e giocoso
- Tre trios för violin, viola och cello. Op. 85. Publicerad i Hamburg & Leipzig.
  - 1. Stråktrio nr 1 D-dur.
    - 1. Allegro vivace
    - 2. Andante maestoso
    - 3. Menuett: Allegro non troppo
    - 4. Rondo-Finale: Allegro non troppo.

  - 2. Stråktrio nr 2 D-dur. 
    - 1. Allegro agitato
    - 2. Andante con moto
    - 3. Allegro patetico
    - 4. Finale: Allegro vivace.

  - 3. Stråktrio nr 3 F-dur.
    - 1. Allegro
    - 2. Andante
    - 3. Allegro scherzando
    - 4. Allegro vivace e con brio
- Fuga i g-moll för violin, viola, cello, g-moll. 1856.

#### Kvartetter
- 1:a Gesellschafts-kvartett i c-dur för fyrhändigt piano, violin och cello. Op. 23. Publicerad i Hamburg & Stockholm.
  - 1. Allegro
  - 2. Andante
  - 3. Menuetto: Allegro non tropp
  - 4. Allegro commodo. Publicerad i Hamburg & Stockholm, u.å.
- 2:a Gesellschafts-kvartett i d-moll för fyrhändigt piano, violin och cello. Op. 48. Publicerad i Hamburg
  - 1. Allegro appassionato
  - 2. Andante con moto
  - 3. Scherzo: Allegro non troppo
  - 4. Final: Allegro assai
- 3:e Gesellschafts-kvartett i a-moll för fyrhändigt piano, violin och cello. Op. 72. Publicerad i Hamburg.
  - 1. Allegro molto - Con brio – Presto
  - 2. Andante con moto
  - 3. Scherzo: Vivace
  - 4. Allegro vivo e scherzando
- 4:e Gesellschafts-kvartett i f-dur för fyrhändigt piano, violin och cello. Op. 80. Publicerad i Hamburg.
  - 1. Allegro vivace
  - 2. Andante con moto
  - 3. Intermezzo: Allegro vivo
  - 4. Final: Allegro molto.
- Fantasi över svenska visor för piano, 2 violiner, viola och cello, 1848.
- Stor stråkkvartett nr 1 i E för två violiner, viola och cello. Op. 78. 1868.
  - 1. Moderato − Allegro
  - 2. Romans: Andante larghetto
  - 3. Scherzo: Allegro
  - 4. Final: Allegro con moto

### Orgelverk
- Fantasi. Op. 25.
- Kromatisk fuga. Op. 84. Leipzig.
- Två orgelstycken. Stockholm, 1870.
- Fantasi i c-moll, 1854.

### Pianoverk
- Musikaliska Europa. Tolv fantasier över teman. För underhållning eller övning, op. 2.
- Utile et agréable. Sex barnsliga etyder, op. 3.
- Två rondon över motiv ur operan "Die Matrosen" av Fr. von Flotow, op. 4. Hamburg.
- La fontaine. Etyd, op. 7:2.
- Impromptu. Op. 13:2.
- Deux morceaux brillants et mélodieux. Op. 16. 
  - 1. Au bord du Mälar
  - 2. Vals etyd.
- Otålighet. Caprice-etyd. Op. 17.
- Jenny Lind. Fantasi över motiv ur operorna Kärleksdrycken, Sömngångerskan, Regementets dotter, Lucie, Norma, Friskytten och Figaros bröllop. Op. 18. 1848.
- Fantasier över svenska nationalmelodier, bearbetade för piano. Op. 19. 1848.
- Sånger av Jacob Axel Josephson. Arrangemang för piano, op. 21. 1850.
- Les rivales. Deux morceaux de salon op. 24. 
  - 1. Moment capricieux
  - 2. Valse-révérie.
- Taubenpost. Etyd, op. 27.
- Återupptagningar ur operan: Il matrimonio segreto av Cimarosa. Dramatisk fantasi, op. 30.
- Återupptagningar ur operan: Il giuramento de Mercadente. Dramatisk fantasi, op. 31. 1852.
- Lätta stycken för snälla barn, op. 32.
- Ode a l'amour. Tre nocturner, op. 33. Tillägnad fästmön Mathilde. 1853.
- Souvenir d'Ängsö. Idyll. Tillägnad fröken Sophie Piper, op. 34. 1853.
- Mazurka di bravura. Morceau brillant. Op. 35.
- Fyra romanser utan ord, op. 36. 1853.
- Två karakteristiska etyder. Op. 36.
  - 1. La harpe éolienne
  - 2. Les cyclopes
- Polka for ever. Caprice humoriste, op. 37.
- Rosen's bild. Mélodie de Reichardt. op. 37. Transkription för piano.
- Vision. Réverie funébre, op. 38.
- Réverie d'une jeune fille. Morceau facile et brillant, op. 38. 1854.
- I rosens doft. Favoritmelodi av prins Gustaf. Pastoral, op. 39. 1854.
- Dorfgeschichten. Ländliche Scenen, op. 40.
- Opern-Gallerie (A. Willibald). Små fantasier i form av Potpurri, op. 40.
- Hommage aux graces. Nocturne, op. 41.
- Grand scéne italienne, op. 42.
- Le Zéphyr. Karaktäristiskt stycke, op. 43.
- L'agitation et la consolation. 2 målningar, op. 44.
- Mexikansk marsch, op. 44.
- Martha de Flotow. Stor dramatisk fantasi, op. 46.
- Tondikter, op. 47. 1855.
- Die musikalische Schatzkammer. Romance av F. Halévy, 1848. Transkriberat för piano.
- Minne av operan i Stockholm. Fantasi över motiv ur operorna Zigenerskan, Leonora, Barberaren, Figaros bröllop, Puritanerna, Martha (1851?) Josephine-Mazurka. 1853.
- Vid Mälaren. Månskensstycke, 1856.
- Potpurri på svenska folkvisor, 1857.
- Andra italienska scenen, op. 51.
- Deux églantines, op. 52.
- Robin Adair. Air écossais favorit, op. 53. Transkription för piano.
- Grand caprice, op. 54.
- Grand marche brillante, op. 55.
- Chanson à boire de l'opéra L'étoile du Nord de Meyerbeer. Parafras, op. 56.
- Bolero, op. 57.
- Pris-sonat, op. 60. 1859.
  - 1. Allegro con gusto
  - 2. Intermezzo: Allegro
  - 3. Andante espressivo
  - 4. Allegro vivace
- Airs finlandais nationaux. Fantaisie elegante op. 61. Häfte 1−6.
- Barnetyder utan oktavgrepp, op. 61. Häfte 1−2 Hamburg.
- Airs finlandais nationaux. Fantaisie elegante, op. 63.
- Capriccio, op. 64. 1857.
- Elfenspiel. Scherzo-etyd, op. 65.
- Förstudier för klaverspelar i introduktion för äldre och nyare kompositörer. Op. 66. Häfte 1−3.
- Allegro appasionato, op. 67.
- Causerie amoureuse. Premiére valse de salon, op. 68.
- Rosen- & Dornenstücken, op. 69.
- 50 stycken för nybörjare, op. 70.
- Mazurka romantique, op. 71.
- 12 etyder, op. 73.
- Miniatyrbilder. Improvisationer. Nr 1-6 op. 74.
- Haidenröslein. op. 76.
- Poetische Studien. 30 melodiska och karaktäristiska klaverstycken, op. 77. Häfte 1-4.
- Sex barnsonater. op. 81.
- Neue Dorfgeschichten. Ländliche Scenen, op. 82.
- Improvisation över A. F. Lindblads "Öfver skogen, öfver sjön", op. 87. 1869.
- Övningskurs i skalor, ackord och prydnader. Innehåller 28 progressivt ordnade etyder, op. 88. Häfte 1−3. 1872.
- Die Pflege der linken Hand. 46 övningstycken och 25 etyder för vänsterhand, op. 89. Häfte 1-2.
- Fleurs du printemps. Deux morceaux gracieux, op. 91. 
  - 1. Impromptu
  - 2. Nocturne.
- 2 valse-études brillantes, op. 92.
- Två idyller, op. 93. 
  - 1. Das Begräbnis der Rose
  - 2. Grazietänze
- Triangel-Polka. 1851.
- Riccardo. Arrangemang för piano. Stockholm 1869.
- Tre albumblad, op. 97. 1878 Stockholm.
- Propheten. Fantasi över motiv ur operan Propheten av Giacomo Meyerbeer. Stockholm.
- Ouvertyr till Lully och Quinault. Stockholm.
- Hussarmarsch. Stockholm.
- Helsingborger-Polka. Hamburg.
- Valse andalouse. Stockholm.
- Kunglig paradmarsch  A. Willibald. Arrangerad för piano.
- Transkriptioner. Nr 1−6, op. 59. Publicerad i Stockholm 1856−61.
  - 1. Leonoras ballad akt
  - 2. Kung Carl XI:s jagd, Och hafvets unga tärna hon gick en kväll så varm
  - 3. Löjtnant Zidén ur Lindblads Fänriks Ståhls sägner

#### Fyrhändigt piano
- Ouvertyr i f-moll, 1848.
- Ouvertyr till Riccardo, 1869.
- Pianosonat. Op. 26. Hamburg.
- Melodiska övningsstycken, op. 62. Häfte 1−3. Stockholm, 1864.
- Genrebilder. 8 klaverstycken. Häfte 1−2. Mainz.

### Körverk

#### Manskör
- Tre fugor
  - 1. "Alles was Odem hat".
  - 2.
  - 3. "Zu Gott erhebe den Blick". SATB. [Med: Andacht (Mir ist so wohl in Gottes Haus) von Spitta in Musik gesetzt für 4 Männerstimmen.], 1845.
- Sof oroliga hjerta Trost des Gesanges "Wie der silberne Mond geht auf". Tillägnad Herman Sätherberg. Fyrstämmig manskör.

#### Damkör
- Frühlings-Abend "Bei der Sterne Sphärentänze" (H. Kriete), 1846.

#### Blandad kör
- Kantat "Fader vår" (Stagnelius). För fyrstämmig kör och solosång och piano eller orgel. Op. 45, 1856.
- Arrangemang för fyrhändigt piano av Lindblads sångcykel för blandad kör och piano, 1851.

### Sång och piano
- Lieder und Gesänge. Op. 15.
  - 1. "Sei gesegnet, du meine Wonne"
  - 2. "Rastlose Liebe"
  - 3. "Gruss an die Nacht"
- Vår och kärlek. För sopran eller tenor.
- Der König und der Landmann (G. Seidl). För bas och piano, 1846.
- Gute Nacht (Ernst Vincke).
- Omnibus.
- Sex sånger, op. 22.
  - 1. För länge se'n "Mins du hur stunderna försvunno" (Tegnér)
  - 2. Far väl "Nå välan! -Nun wohlan!" (Melhop).
  - 3. Du är mig kär! (W. von Braun).
  - 4. När mitt stoft i jorden gömmes.
- Ett bidrag till kvinnornas historia (Wilhelm von Braun). 1850.
- "Sof, oroliga hjärta, sof" (J. L. Runeberg). 1851.
- Förgät ej mig "Hör du i qvällens ro". 1851.
- 3 sånger. Op. 35. 1853.
  - 1. "För länge se'n" (Esaias Tegnér)
  - 2. "Ack, om små blommorna kände" (Heinrich Heine)
  - 3. "Du är mig kär" (Wilhelm von Braun)
- Klagan "Fåfängt till glädje". 1853.
- "Sjung! Sjung!" (Zacharias Topelius) op. 49.
- Nya sånger. Op. 50. 1856.
  - 1. "Den öfvergifna"
  - 2. "Du är min ro!"
  - 3. "Zigenargossen i Norden"
- Sånger ur operetten En sommarnattsdröm. 1856.
  - Shakespeares dryckesvisa: "Här på bottnen af pokalen"
- Sånger och visor ur operetten Lully och Quinault. 1860.
- Konung Davids 137:e psalm (Runeberg). För sång med piano eller orgel. 1862.
- Sånger ur Riccardo. 1869.
- Idealet "Skön som morgonrodnans första strålar" ( J.L. H-r).
- Sehnsucht "Über die Wolken" (Carlo Montano. 1845.
- Die Nachtwanderlin "Eh' sich die Nacht hernieder senkt" (H. Kriete). För baryton och piano, 1846.
- An den Schlaf "O milder Engel".
- Liebes Geheimnis "Sie soll ich nennen" (Georg Keil). För mezzosopran eller baryton och piano.
- Auf Erden ist nicht Dauer "Herz, wenn du gramvoll bist" (A. von Stolterfoth), 1855.
- "Det gifs ett ord allena". 1855.
- Die Räuber "Wandrer zieh' nicht durch den Wald" (F. Löwe). För bas och piano.
- Den döende svanen "På flodbädden simmar" (Böttiger), 1855.
- "Süsse Heimath welchen Zauber". Ofullbordad.
- Tre dikter (Georg Keil, Dr. Bärmann och Rob. Köhler). För sopran eller tenor med piano. 1845. 
  - 1. Liebeslied "Er ist doch gar ein süßes Ding"
  - 2. Lied "Du bist von mir geschieden"
  - 3. Die Schwalbe "Traute Schwalbe baue wieder"
- Tre dikter (Gustav Lierow). För sopran och piano.
  - 1. Am Abend "Einen Ton nach holden Saiten"
  - 2. Die Wellen "Stets murmelt ihr Wellen"
  - 3. Arie "Ob Linda schläft"
- Vergebens "Da steh' ich im Kreise" (Franz von Gaudy). För sopran eller tenor med piano, 1846.
- Sie liebt dich "Wandl' ich durch des Haines Sauseln". Tillägnad von C. Hering. 1848.
- Och hade jag allt godt (Zacharias Topelius). Tillägnad Mathilde.
- En vattendroppes historia (Sven Adolf Hedlund).
- Stjernfall "Hvar ed man svär". 1858.
- Aria "Himmel dig mitt lof" ur operetten En midsommarnattsdröm. Tillägnad Charlotte Bianchini, 1869.
- En tragedi. Folkvisa från Rhen. "På deras graf stå trenne lindar." Op. 75.
- Jamais t'oublier. Op. 90.
- Tre sånger. Op. 96. 1877. 
  - 1. "Till sömnen"
  - 2. "Blif hos mig!"
  - 3. "Vid en väns död"

#### Två sångare och piano
- Den blinde sångaren "Sol går ned", 1849.
- Das Veilchen "Von des Lenzes Hauch". Duett för sopran, alt och piano, 1850.
- Hymn till Apollo. Duett för tenor och bas, 1856.

#### Tre sångare och instrument
- Bönen "Milde Gud, du som mig hörer" (Math. Orozco). För två sopraner, alt och piano.
- Sånger för sopran, bas, baryton med klaver och cello. Häfte 3. 
  - 1. Andenken "Ich denke dein" (Mathisson)
  - 2. Mitgefühl "Im Irrgang dieses Lebens" (Mathisson). Basaria 1842.
  - 3. Die Wasserfahrt "Bei der stillen Mondeshelle". För sopran och obligat. 1842.